# Erik Johnsen
Erik Stein Johnsen, född 4 juli 1965 i Oslo, är en norsk tidigare backhoppare som tävlade för Romsås Idrettslag. 

## Karriär
Erik Johnsen debuterade i världscupen på hemmaplan i Holmenkollen i Oslo 21 mars 1987. Han blev nummer 15 i första världscuptävlingen. Efter en lärorik backhopparvecka 1987/1988, blev han nummer 2 i världscuptävlingen i St. Moritz 20 januari 1988 efter dåtidens klart bästa backhoppare, Matti Nykänen från Finland. Månaden senare vann Erik Johnsen två världscuptävlingar i Norge, i Meldal 18 mars och "Holmenkollrennet" i Oslo 20 mars. Johnsen blev nummer 7 i världscupen sammanlagt säsongen 1987/1988.
Under olympiska vinterspelen 1988 i Calgary i Kanada blev Johnsen nummer 41 i f¨rsta tävlingen, i normalbacken i Canada Olympic Park. Tävlingen vanns av Matti Nykänen. I stora backen gick det bättre för Erik Johnsen. Han hade bara Nykänen före sig på resultatlistan. Nykänen vann sin andra guldmedalj i OS 16,1 poäng före Johnsen som var 0,2 poäng före bronsvinnaren Matjaž Debelak från dåvarande Jugoslavien. Erik Johnson var med i det norska laget som tävlade i stora backen. Lagtävling arrangerades för första gången i olympiska spelen. Finland vann tävlingen klart och Nykänen vann sin tredje guldmedalj under OS. Norge kämpade mot Österrike och Tjeckoslovakien om bronsmedaljen. Norge vann bronset efter silvermedaljörerna från Jugoslavien som var 8,9 poäng efter Finland och 29,4 poäng före Norge.
Efter OS-1988 fick aldrig Johnsen några större framgångar. Han hade svårt att förändra sin hoppstil till den framväxande V-stilen. Han blev nummer två i en världscuptävling i Thunder Bay i Kanada 4 december 1988 och han deltog i Skid VM 1989 i Lahtis i Finland. Där blev han 37 i normalbacken och nummer 10 i stora backen. Han var inte med i norska laghoppningslaget som tog en silvermedalj. Han hoppade i sin sista världscuptävling i Holmenkollrennet 1991 och blev nummer 45.